# (37263) 2000 XP12
2000 XP12 (asteroide 37263) é um asteroide da cintura principal. Possui uma excentricidade de 0.10653750 e uma inclinação de 13.95281º.
Este asteroide foi descoberto no dia 4 de dezembro de 2000 por LINEAR em Socorro.